# Herb Czempinia
Herb Czempinia – jeden z symboli miasta Czempiń i gminy Czempiń w postaci herbu.

## Wygląd i symbolika
Herb przedstawia w polu złotym zielony ostrzew z jednym liściem, dwoma gałązkami i trójdzielnym korzeniem w skos. Na ostrzew nałożone trzy czerwone strzały z lewa w skos.
Ostrzew symbolizuje zieleń, dom i nadzieję. Trzy czerwone strzały nawiązują do trzech strzelców, którzy w roku 1454 udali się na bitwę z Krzyżakami.

## Historia
Przed rokiem 2014 miasto posługiwało się herbem, w którym nad tarczą znajdowała się czerwona łódź, a po bokach cztery takież gwiazdy (które miały jakoby symbolizować udział w radzie miejskiej czterech Żydów). Herb przedstawiający ostrzew i strzały został ustanowiony przez Radę Gminy 27 marca 2014 roku.